# Dating.dk
Dating.dk er Danmarks første danske datingside på internettet med 112.656 brugere (pr. oktober 2012). Siden, som blev startet af bl.a. Morten Wagner, lanceredes i 1998 og ejes og drives af Freeway ApS. Dating.dk er desuden medejer af den konkurrerende tjeneste Single.dk.
Siden kan benyttes gratis, men de fleste funktioner kræver abonnement. Tjenesten er desuden tilgængelig som app til både iOS og Android.